# Список умерших в 915 году

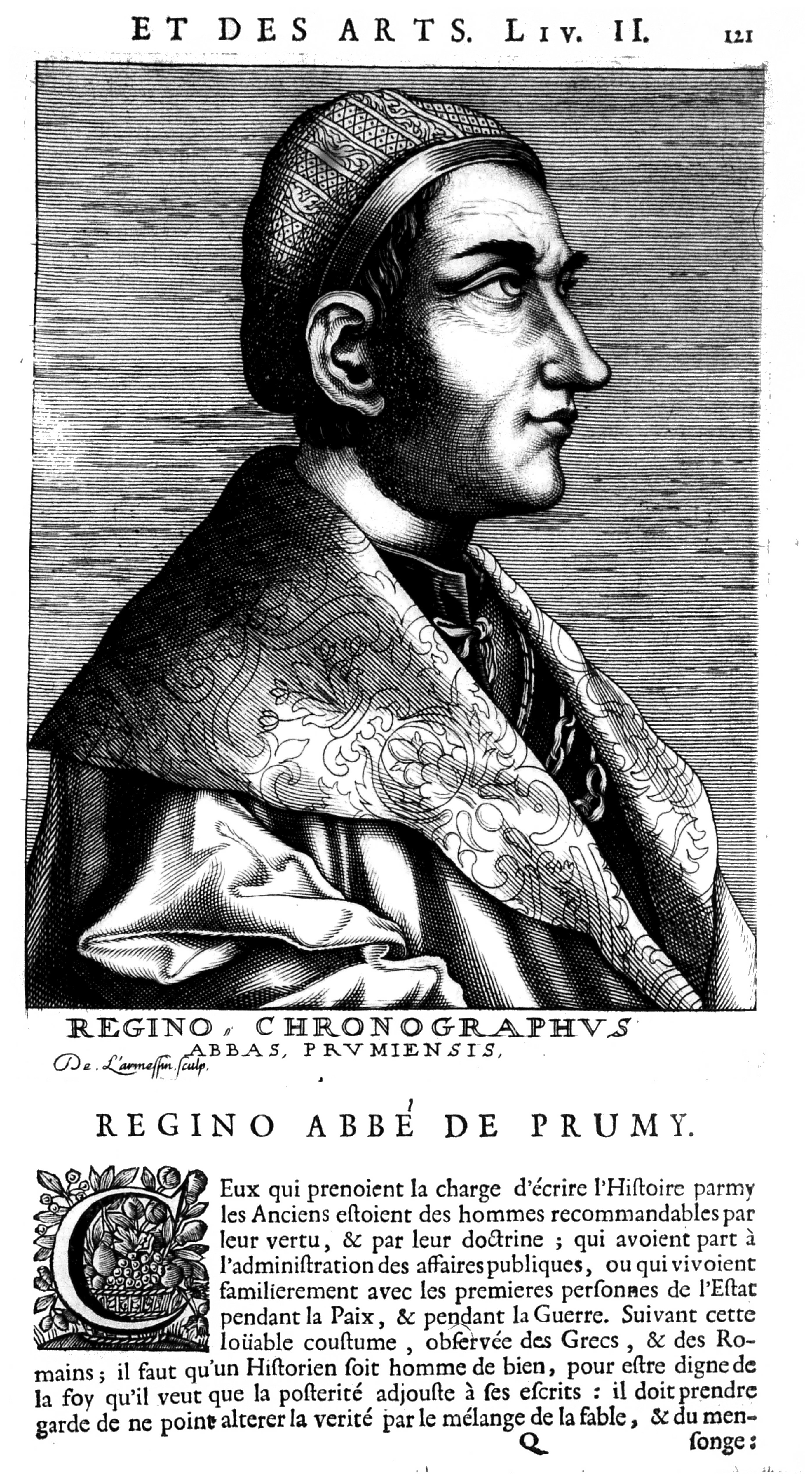
Регино Прюмский

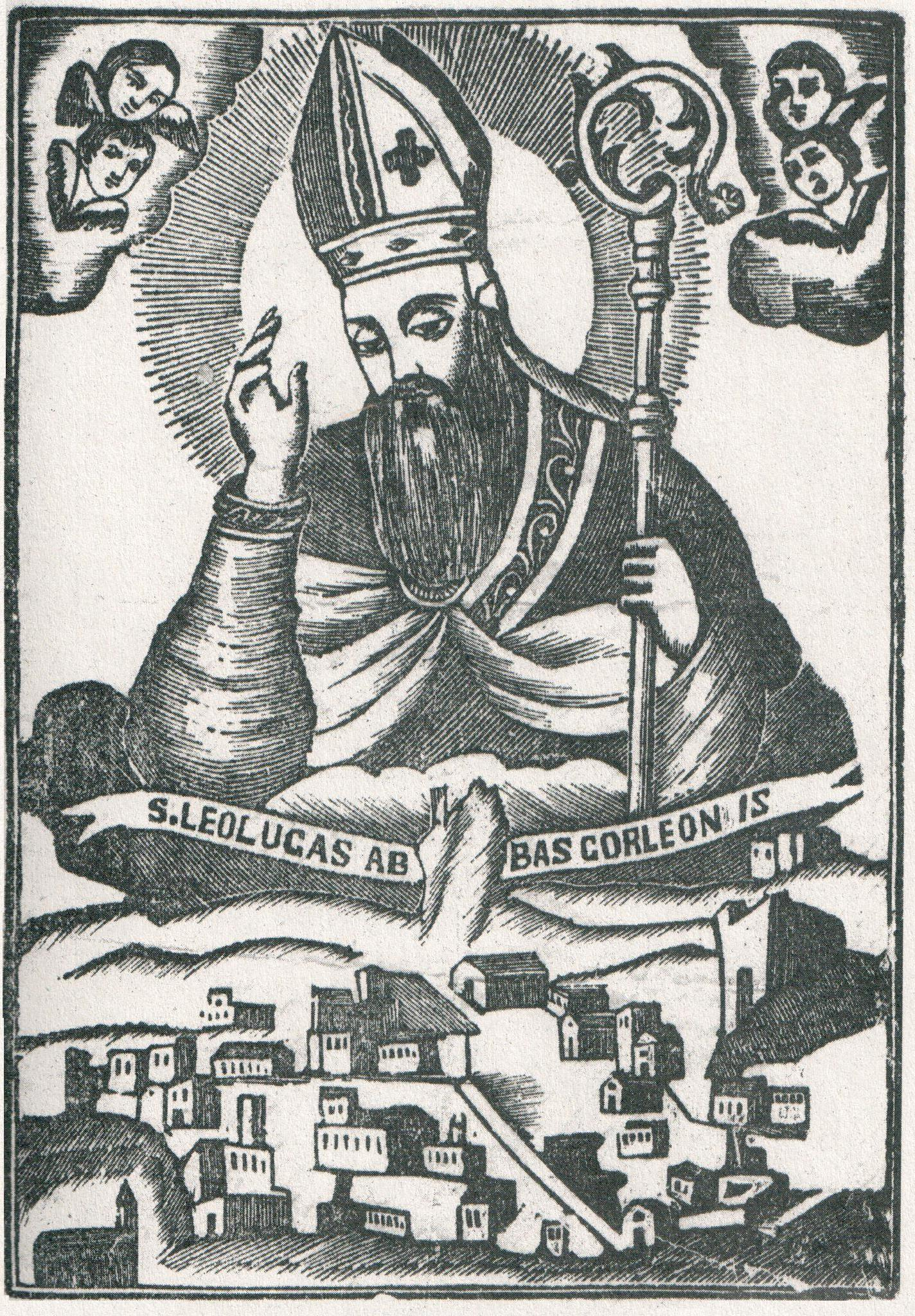
Леолука из Корлеоне

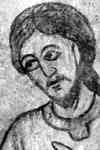
Спытигнев I

В этой статье представлен список известных людей, умерших в 915 году.
См. также: Категория:Умершие в 915 году

## Март
- 30 марта — Радбод[нем.] — архиепископ Трира (883—915)

## Апрель
- 23 апреля — Ян Шихоу[англ.] — китайский генерал династии Поздняя Лян

## Сентябрь
- 11 сентября — Лудхельм де Туль[фр.] — епископ Туля (895—915)
- Адальберт II Богатый — маркграф Тосканы и граф Лукки (886—915)

## Октябрь
- 28 октября — Али ибн аль-Фадль — даи (проповедник) исмаилитов в Йемене

## Ноябрь
- 4 ноября — Императрица Чжан[англ.] — императрица-консорт империи Поздняя Лян (913—915), жена Чжу Чжэня

## Декабрь
- 20 декабря — Хогер[нем.] — архиепископ Бремена (909—915)
- Бертилла — дочь герцога Сполето Суппо II, королева-косорт Италии (888–889, 905–915), императрица-консорт Запада (915), жена Беренгара I

## Дата неизвестна или требует уточнения
- Абу Али аль-Джуббаи — — глава басрийских мутазилитов, отчим и учитель Абуль-Хасана аль-Ашари.
- Абул-Тайид Ахмад ибн Али аль-Мадхараи[англ.] — министр финансов Еипта при Тулунидах
- Абу Салих Мансур[англ.] — саманидский принц, губернатор Рея (902–910/1), Систана (910/1–913) и Хорасана (914—915)
- Ан-Насаи — мусульманский учёный, один из выдающихся знатоков хадисов. Автор одного из шести самых авторитетных сборников хадисов.
- Буркхард фон Пассау[нем.] — епископ Пассау (903—915)
- Григорий IV Неаполитанский — герцог Неаполя (898—915)
- Домналл мак Аэда — король Айлеха (887—911)
- Кутеард Линдисфарнский[англ.] — епископ Линдисфарна (900—915)
- Леолука из Корлеоне — аббат из Калабрии, основатель итало-греческого монашества в южной Италии, святой католической и православной церквей,покровитель Корлеоне и Вибо-Валентия
- Ли Янлу[англ.] — китайский военный губернатор династии Тан и царства Ци, убит
- Ракульф (Ракон, Рано) де Макон — виконт Макона (893—915)
- Регино Прюмский — аббат Прюмского аббатства в 892—899 годах, хронист.
- Ренье (Регинар) I Длинношеий — граф Маасгау, граф Геннегау (Эно) (890—898), маркиз Лотарингии (911—915), родоначальник династии Регинаридов.
- Спытигнев I — Князь Чехии (894—915)
- Сунье́р II — граф Ампурьяса (862—915) и Руссильона (896—915)
- Туотило — бенедиктинский монах, насельник Санкт-Галленского монастыря, поэт, художник, скульптор, музыкант.
- Цзин Хао — китайский художник и теоретик живописи